# Kirklees Stadium
Le Kirklees Stadium (appelé John Smith's Stadium par contrat de naming avec la brasserie John Smith depuis 2012) est un stade de football et de rugby à XIII anglais de 24 500 places. Il est le stade officiel de l'équipe de rugby à XIII des Huddersfield Giants, qui évolue au sein du championnat européen de rugby à XIII : la Super League.
Le Huddersfield Town Football Club est aussi un club résident de cette enceinte. Le stade se situe dans la ville de Huddersfield dans le comté du Yorkshire de l'Ouest en Angleterre.

## Histoire
Avant de s'établir au John Smith's Stadium, Huddersfield Town AFC a évolué au  Leeds Road de 1908 à 1994.
Il fut nommé Alfred McAlpine Stadium du nom de l'entreprise de BTP de 1994 à 2004, puis nommé Galpharm Stadium de 2004 à 2012 et enfin nommé John Smith's Stadium depuis 2012.